# HCNG

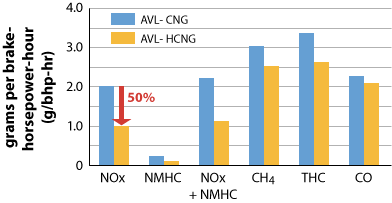
HCNG -CNG emissie

HCNG (of H2CNG) is een mengsel van samengeperst aardgas (cng) en 4-9 procent waterstofgas aan energie. Het wordt gebruikt als brandstof voor verbrandingsmotoren.

## Waterstofverbrossing
Minder dan 50% waterstofgasinhoud in de HCNG-mix geeft een lekkage- en ontvlambaarheidsrisico dat vergelijkbaar is met die van pure compressed natural gas. Ook al maakt waterstof deel uit van het mengsel, toch zijn er in deze verhoudingen geen speciale voorzorgsmaatregelen nodig voor de materialen die in contact komen met het mengsel in verband met waterstofverbrossing.

## HCNG-tankstations
HCNG-stations zijn in operatie op Hynor (Noorwegen) en de BC Hydrogen Highway in Canada. HCNG is voorgemengd op het tankstation.